# Орловка (Шарлыкский район)
Орло́вка (прежнее название — Орло́вский) — упразднённый посёлок в Шарлыкском районе Оренбургской области в составе Путятинского сельсовета. Исключён из учётных данных в конце в 1960-х годов.
Сохранилось Орловское кладбище.

## География
Находится на расстоянии 26 километров к северу по прямой от районного центра — села Шарлык, в 4 км от центра сельсовета — села Путятино. Расположен на правом берегу реки Уразайки, в 600 метрах западнее автодороги 53К-3402000.

### Часовой пояс
Село Путятино, как и вся Оренбургская область, находится в часовой зоне МСК+2. Смещение применяемого времени относительно UTC составляет +5:00.

## История
Посёлок основан во второй половине XIX века переселенцами из Орловской губернии. В 1892 году в статистических данных значился как объединённый хутор Маслов-Орловский на р. Уразе в составе Зобовской волости Оренбургского уезда Оренбургской губернии Российской империи, он состоял из 17 дворов. В 1901 году официально числился хутором Орловским в составе той же волости и уезда, состоял из 8 дворов. В 1917 году в хуторе числилось 10 наличных хозяйств.
В 1923 году Орловский находился в составе Зобовской волости Каширинского уезда Оренбургской губернии Киргизской АССР. В нём было 19 хозяйств, 174 десятин посева в поле, 253 голов скота.
В 1926 году Орловский числился в Путятинском сельсовете Софиевской волости Оренбургской губернии РСФСР. В нём было 18 домохозяев. В 1931 году населённый пункт числился как посёлок Орловский и относился к Путятинскому сельсовету Шарлыкского района Средне-Волжского края РСФСР. В нём имелось 19 хозяйственных дворов. В 1939 году населённый пункт числился как посёлок Орловка. Действовала школа. В 1949 году в посёлке работал колхоз им. Молотова. В 1960, 1968 годах Орловка по-прежнему числилась в Путятинском сельсовете. С 1974 года населённый пункт не значится в административно-территориальном делении Оренбургской области.
В 2015 году на территории Орловки установили стелу в честь посёлка. В настоящее время Орловка на топографических картах обозначена как урочище. Сохранилось кладбище, на котором похоронены местные жители.

## Население
В 1892 году в объединённом хуторе Маслов-Орловском проживали 120 человек (49 мужчин и 71 женщина). В 1901 году в Орловском проживали 55 человек, в 1917-м — 94 человека, в 1923-м — 114 человек. По итогам переписи населения 1926 года в хуторе проживали 128 человек (63 мужчин и 65 женщин).

### Национальный состав
В 1917, 1923 годах в Орловском преобладающей национальностью были великороссы. В 1926-м, 1931-м — русские.

## Достопримечательности
- стела в честь посёлка Орловка
- Полуведерный родник
- остатки карьера

## Известные уроженцы
- Никулочкин, Дмитрий Степанович (1925—1991) — заслуженный рационализатор РСФСР (1971)[18][19]